# AT&T T-16
O AT&T T-16 (anteriormente chamado de DirecTV-16) é um satélite de comunicação geoestacionário construído pela Airbus Defence and Space que está localizado na posição orbital de 101 graus de longitude oeste e é operado pela AT&T. O satélite foi baseado na plataforma Eurostar-3000 LX Hybrid e sua expectativa de vida útil é de 15 anos.

## História
A DirecTV contratou a EADS Astrium no final de 2016 para projetar e fabricar o DirecTV-16, um contrato que nem a Airbus nem a DirecTV anunciaram. Após a venda da DirecTV para a AT&T, o satélite foi renomeado, antes do lançamento, para AT&T T-16.

## Lançamento
O satélite foi lançado com sucesso ao espaço em 20 de junho de 2019, às 21:43 UTC, por meio de um veículo Ariane 5 ECA, a partir do Centro Espacial de Kourou, na Guiana Francesa, juntamente com o satélite Eutelsat 7C.

## Capacidade e cobertura
O AT&T T-16 está equipado com com transponders de banda Ku de alta potência e de banda Ka.